# Dying Fetus
Dying Fetus es una banda estadounidense de death metal formada en 1991 Annapolis, Maryland. A partir del 2008, está formada por John Gallagher (guitarrista y vocalista, único miembro original fundador de la banda), Sean Beasley (bajista y vocalista), y Trey Williams (Batería).

## Miembros actuales
- John Gallagher: Guitarra /vocalista
- Sean Beasley: Bajo/vocalista [Garden of Shadows, Sadistic Torment]
- Trey Williams: Batería [Covenance, Severed Head (US), Tortured (US)]

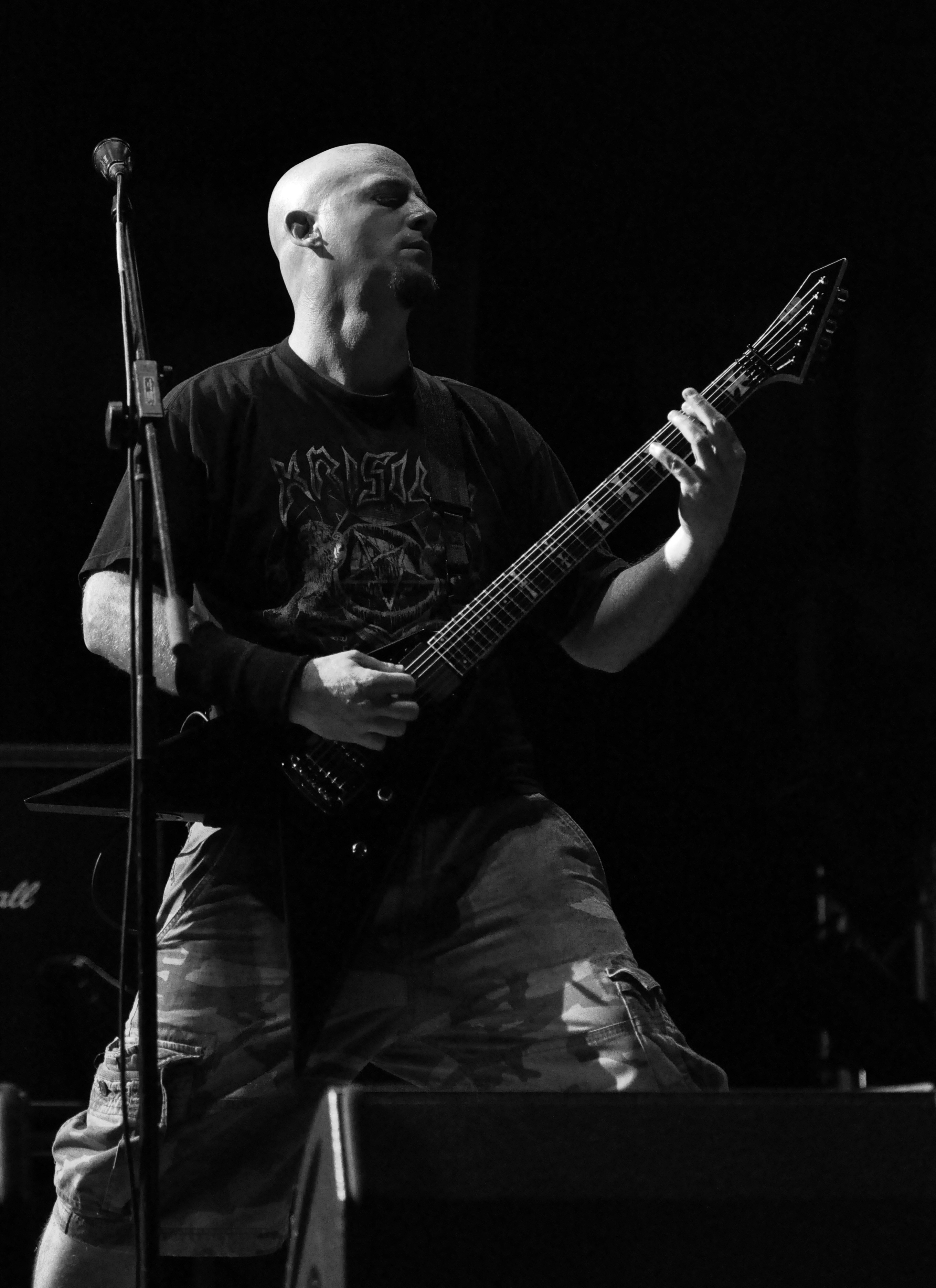
John Gallagher voz, guitarra
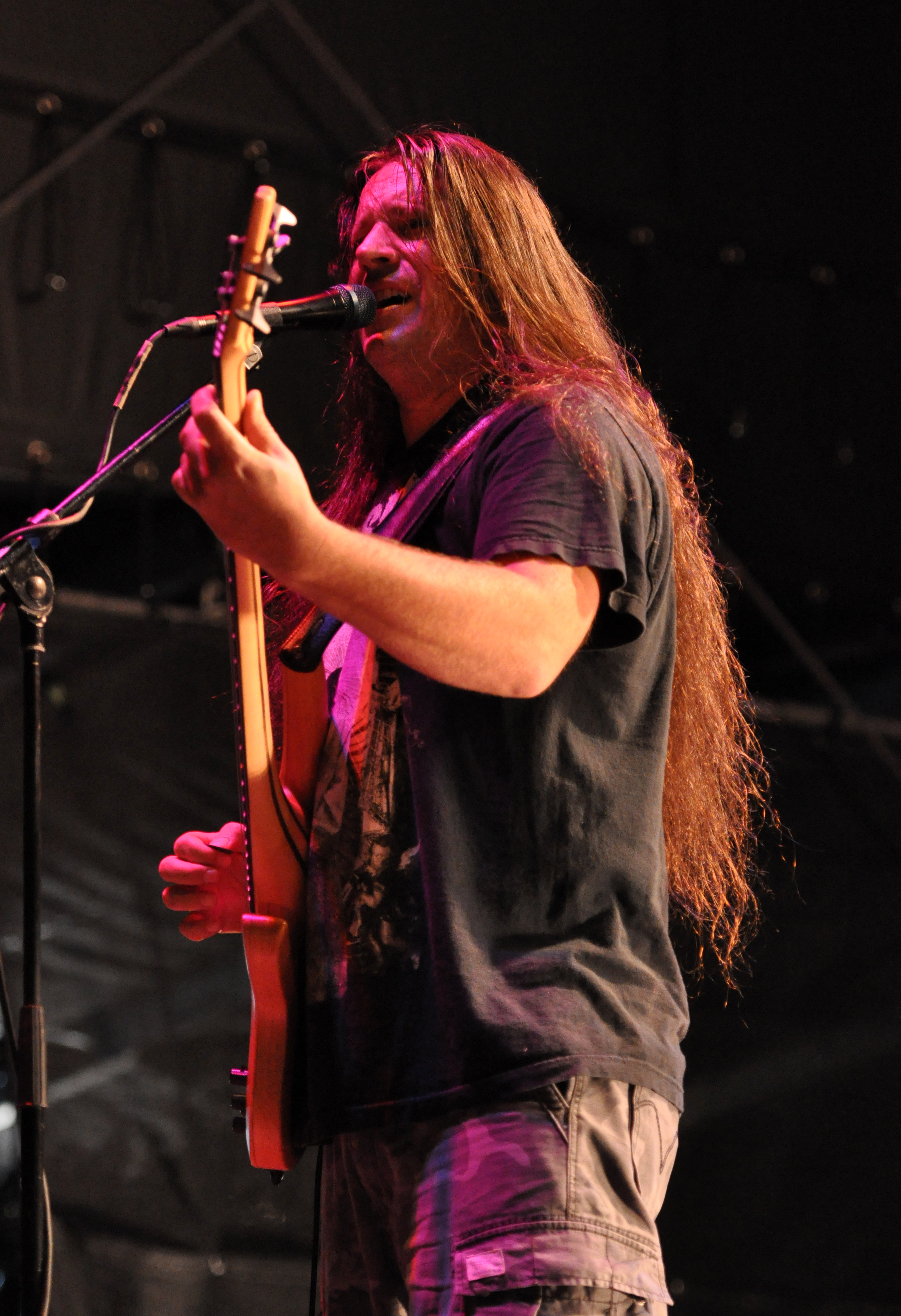
Sean Beasly voz, bajo
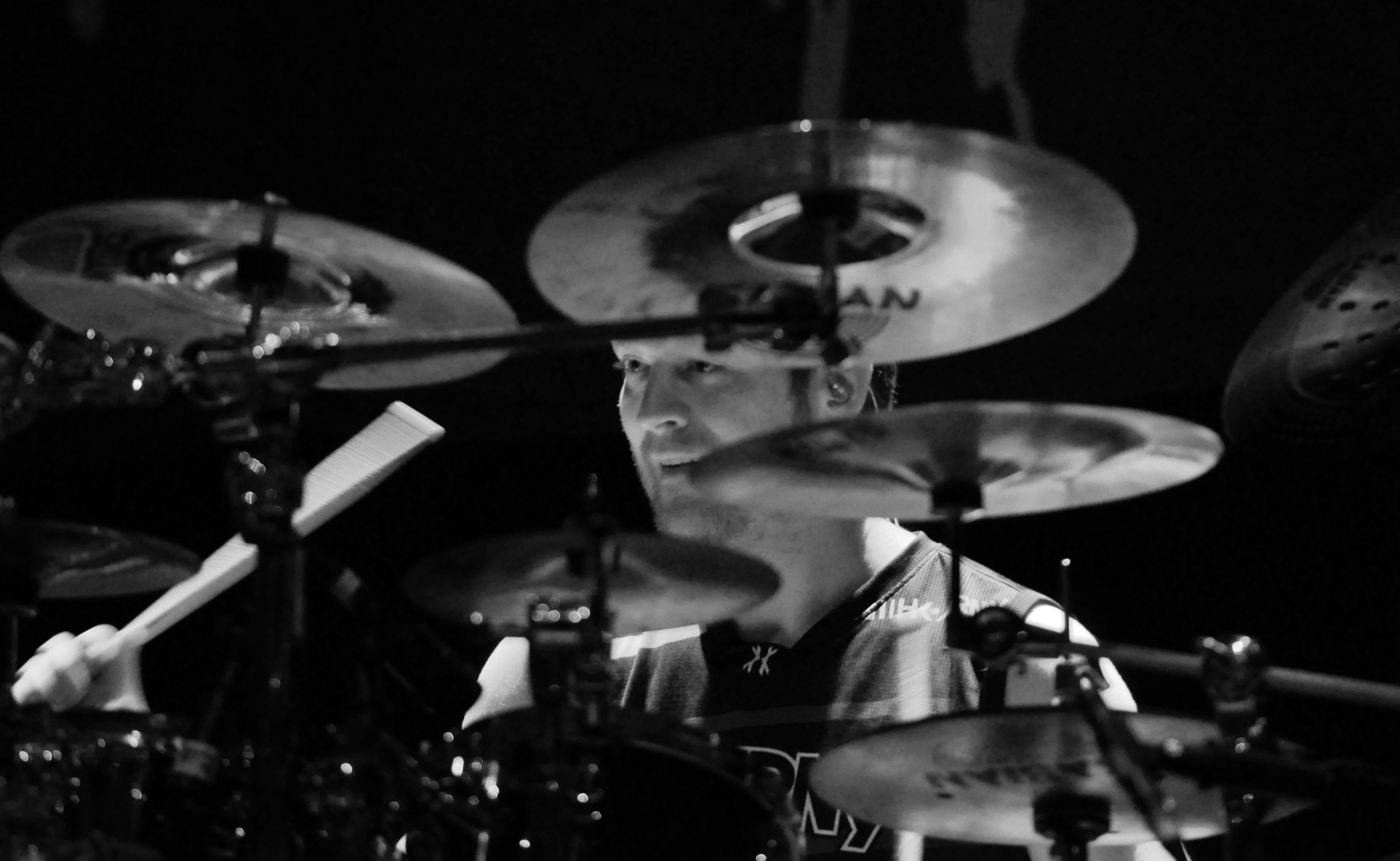
Trey Williams batería

### Miembros anteriores
- Vince Matthews: Vocalista [Mucus Membrane, Sadistic Torment, Covenance, Criminal Element, Autumn Dawn]
- Nick Speleos: Guitarrista
- Brian Latta: Guitarrista
- Sparky Voyles: Guitarrista
- Jason Netherton: Bajo/vocalista [Misery Index]
- Kevin Talley: Batería [Dååth, The Red Chord (músico de directos), Soils of Fate, Misery Index, Decrepit Birth, M.O.D., Chimaira, Hate Eternal (Session Live), Dark Days, The Black Dahlia Murder, Cattle Decapitation, All The Way To The Bank]
- Rob Belton: Batería [Heretics Fork]
- Erik Sayenga: Batería [Witch-Hunt (US), As the Sea Parts, Excrescent, Warthrone, Mordichrist, Embers from Cremation]
- Duane Timlin: Batería [Broken Hope, Divine Empire, Forest of Impaled, Judas Iscariot (músico de sesión), Sarcophagus (US), Weltmacht, Krieg, Anal Blast, Eternal Ruin (US), Funeral Rites (US), Ingurgitate, Reign of Vengeance, Torrent (Ger)]

## Discografía

### Álbumes
- Bathe In Entrails (1993) demo
- Infatuation With Malevolence (1994) demo
- Purification Through Violence (1996)
- Killing on Adrenaline (1998)
- Destroy the Opposition (2000)
- Stop at Nothing (2003)
- War of Attrition (2007)
- Descend Into Depravity (2009)
- Reign Supreme (2012)
- Wrong One to Fuck With (2017)
- Make Them Beg For Death (2023)

### Compilaciones
- Infatuation with Malevolence (1995)

### EP
- Grotesque Impalement (2000)
- History Repeats... (2011)
- Induce Terror (2016) Single

## Páginas Externas
- Official website
- Dying Fetus on MySpace

- Datos: Q549768
- Multimedia: Dying Fetus (band) / Q549768